# Nema (Maschine)

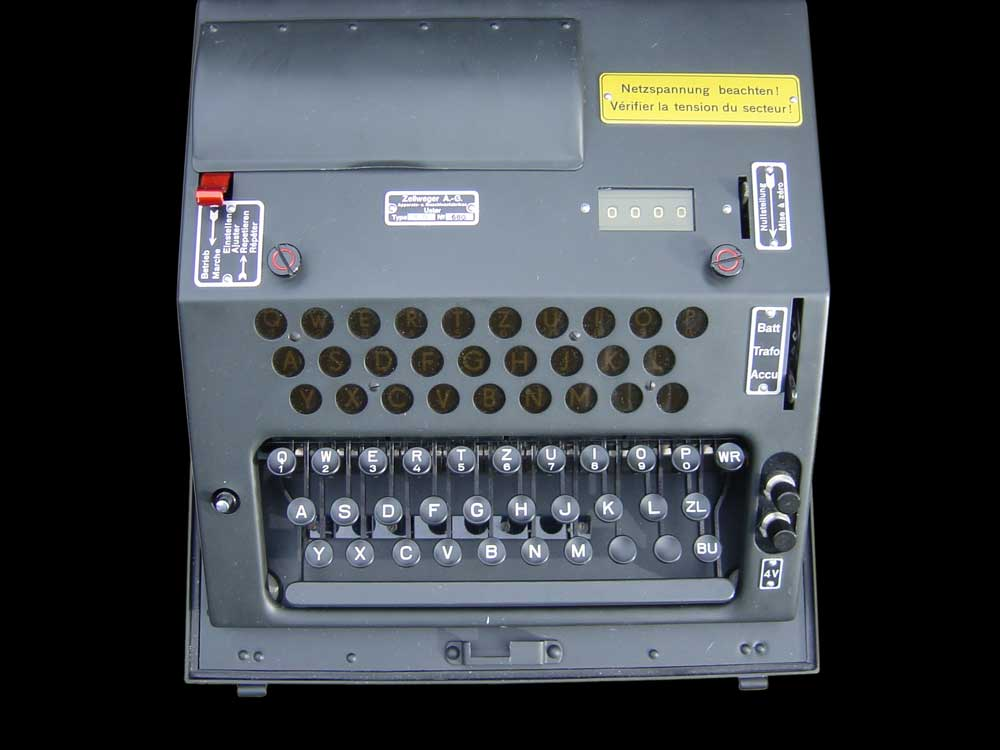
Die Schweizer Armee benutzte ab 1947 die Nema

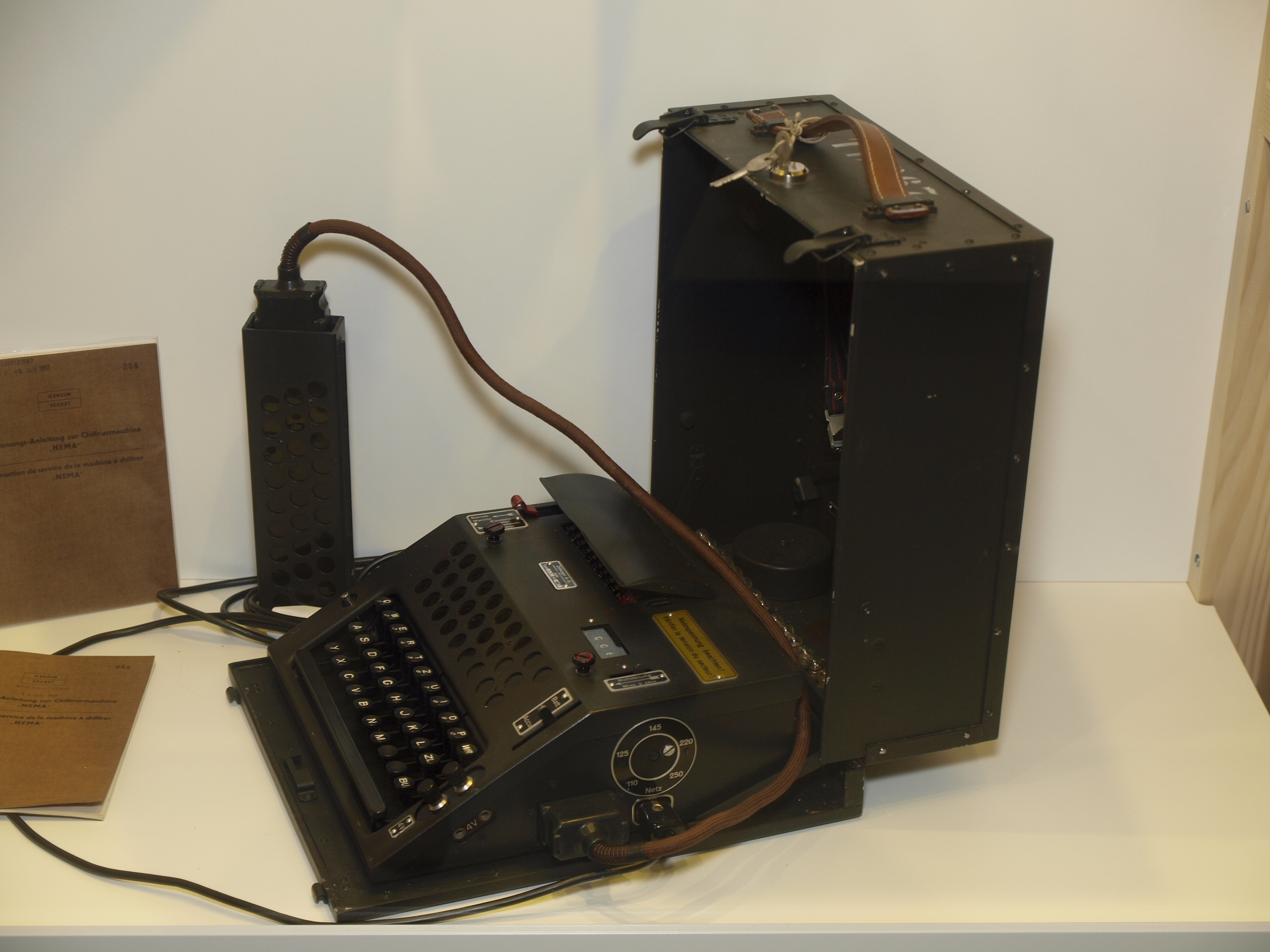
Im Museum Enter in Solothurn ausgestellte Nema

Die Nema, geschrieben auch NEMA, genannt auch Tasten-Drücker-Maschine (T‑D), ist eine Rotor-Chiffriermaschine aus der Schweiz. Das Akronym „NeMa“ wurde gebildet aus „Neue Maschine“ und bezieht sich auf die Nachfolge der deutschen Schlüsselmaschine Enigma.

## Einsatz
Die Nema wurde für militärische und diplomatische Zwecke eingesetzt. Es gab eine Version für Ausbildungszwecke, eine nie eingesetzte Version für den Kriegsfall und eine Version für den Botschaftsfunk.

## Geschichte

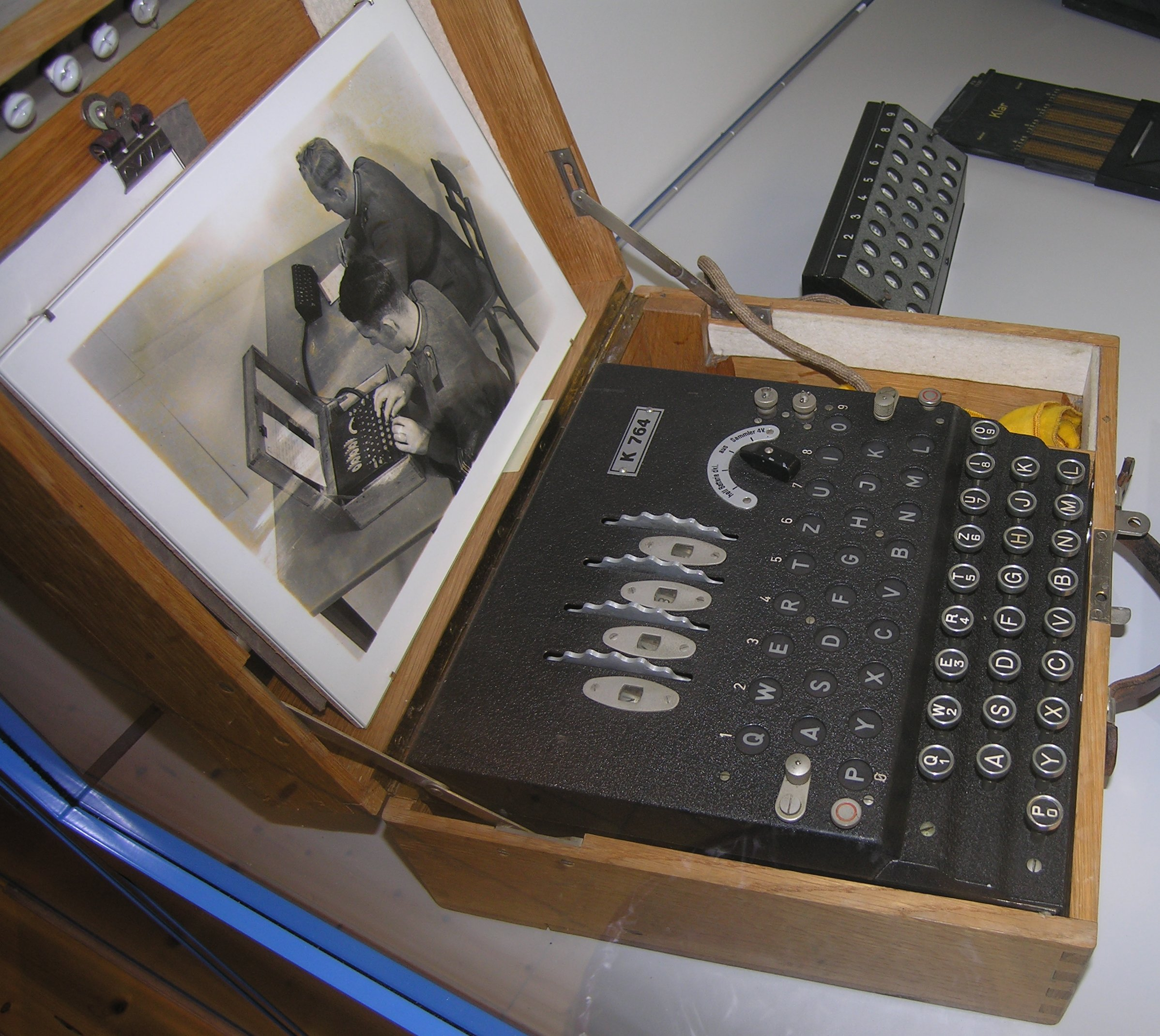
Die deutsche Enigma K war die Vorläuferin der Nema

Das Gerät wurde von Hugo Hadwiger, Heinrich Emil Weber und Paul Glur als Nachfolgemodell für die deutsche Enigma K entwickelt, die von der Schweizer Armee während der Zeit des Zweiten Weltkriegs verwendet wurde. Die Nema wurde ab 1946 in 640 Exemplaren von der Zellweger AG in Uster hergestellt. Für die Beschriftung der Geräte und in der Bedienungsanleitung wurde auch die Bezeichnung T-D (Tasten-Drücker-Maschine) verwendet.
In der Schweizer Armee wurde die Nema ab Ende der 1950er-Jahre weitgehend vom Krypto-Funk-Fernschreiber KFF‑58/68 abgelöst. Im Botschaftsfunk wurde die Nema bis etwa 1976 verwendet. Im Jahr 1992 wurde sie deklassifiziert und 1994 verkaufte die Armee etliche Exemplare an Sammler.

## Technik

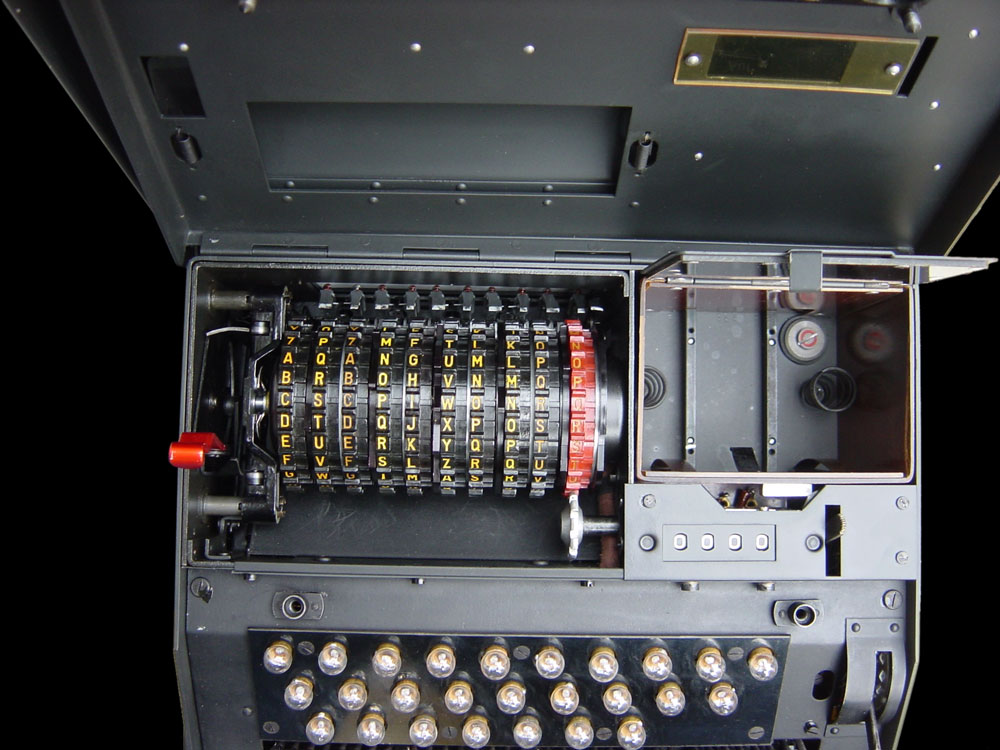
Bei geöffnetem Deckel erkennt man die einzelnen Walzen

Der erste Unterschied zur Enigma betrifft die Anzahl der Rotoren. Neben vier normalen Rotoren, bei der Nema Kontaktwalzen genannt, ist der Reflektor drehbar angeordnet. Der Reflektor (links im Bild) wird bei der Nema wie auch bei der Enigma als Umkehrwalze bezeichnet, die rote Walze (rechts im Bild) als Eintrittswalze. Die Verbesserung gegenüber der Enigma liegt beim Vorschubsystem der Walzen. Während bei der Enigma der Vorschub wie bei einem Zähler geschieht, wird bei der Nema der Vorschub jeder Kontaktwalze von einer eigenen Fortschaltwalze gesteuert. Bei jedem Tastendruck bewegen sich mehrere Walzen gleichzeitig.
Wie sich später herausstellte, hatte die große Walzenanzahl einen praktischen Nachteil, nämlich, dass die Tasten erheblich schwergängiger waren und mehr Fingerdruck benötigten als bei der Enigma. Als Spitznamen erhielt die Nema den Namen „Fingerbrecher“.
Die eingangs erwähnten drei Modellvarianten (Modell zur Ausbildung, Mobilmachungs-Modell, Modell für den Botschaftsfunk) sind am einfachsten durch die Seriennummer unterscheidbar: TD 100 bis TD 199 gehörten zum damaligen Eidgenössischen Politischen Departement, TD 200 bis TD 419 waren als Ausbildungsmaschinen bei der Truppe im Einsatz, und TD 420 bis TD 740 waren für den Fall einer Mobilmachung vorgesehen.
Bei den Botschaftsmaschinen standen mindestens drei verschiedenen Walzensätze mit unterschiedlichen „Wicklungen“, wie die Schweizer die Walzenverdrahtungen nannten, im Einsatz (Umkehrwalzen A, B und T). Die Ausbildungsmaschinen sind mit folgenden Walzen ausgerüstet: Kontaktwalzen A, B, C, D und Fortschaltwalzen 16, 19, 20, 21, 23/2. Die Kriegsmaschinen haben die Kontaktwalzen A, B, C, D, E, F und die Fortschaltwalzen 12, 13, 14, 15, 17, 18 und 22/1.